# ماساهیده کوبایاشی
ماساهیده کوبایاشی (انگلیسی: Masahide Kobayashi؛ زادهٔ ۲۴ مهٔ ۱۹۷۴) بازیکن بیس‌بال اهل ژاپن است.